# Houlong (fleuve)
Le fleuve Houlong (chinois traditionnel : 後龍溪 ; pinyin : Hòulóng Xī) est un cours d'eau du nord-ouest de l'île de Taïwan, en Asie de l'Est.

## Géographie
Le fleuve Houlong est un cours d'eau de Taïwan qui prend sa source au mont Luchang (zh) (2 616 m),. Il s'étend sur un bassin versant d'une superficie de 537 km2 dans l'Ouest du comté de Miaoli. Son cours principal, long de 58,3 km, se termine à Houlong, où les eaux du fleuve se mêlent à celles du détroit de Taïwan.

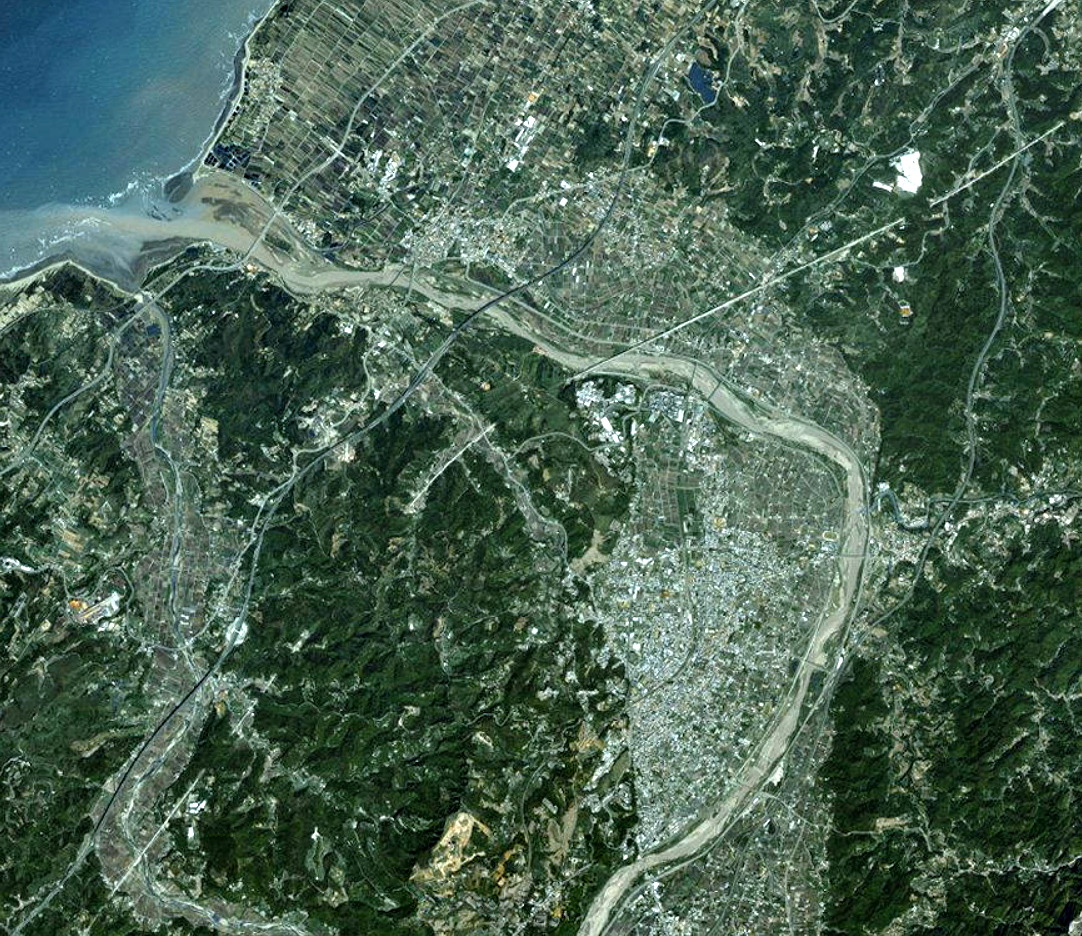
Le fleuve Houlong forme la frontière est de Miaoli, et traverse Houlong d'est en ouest.
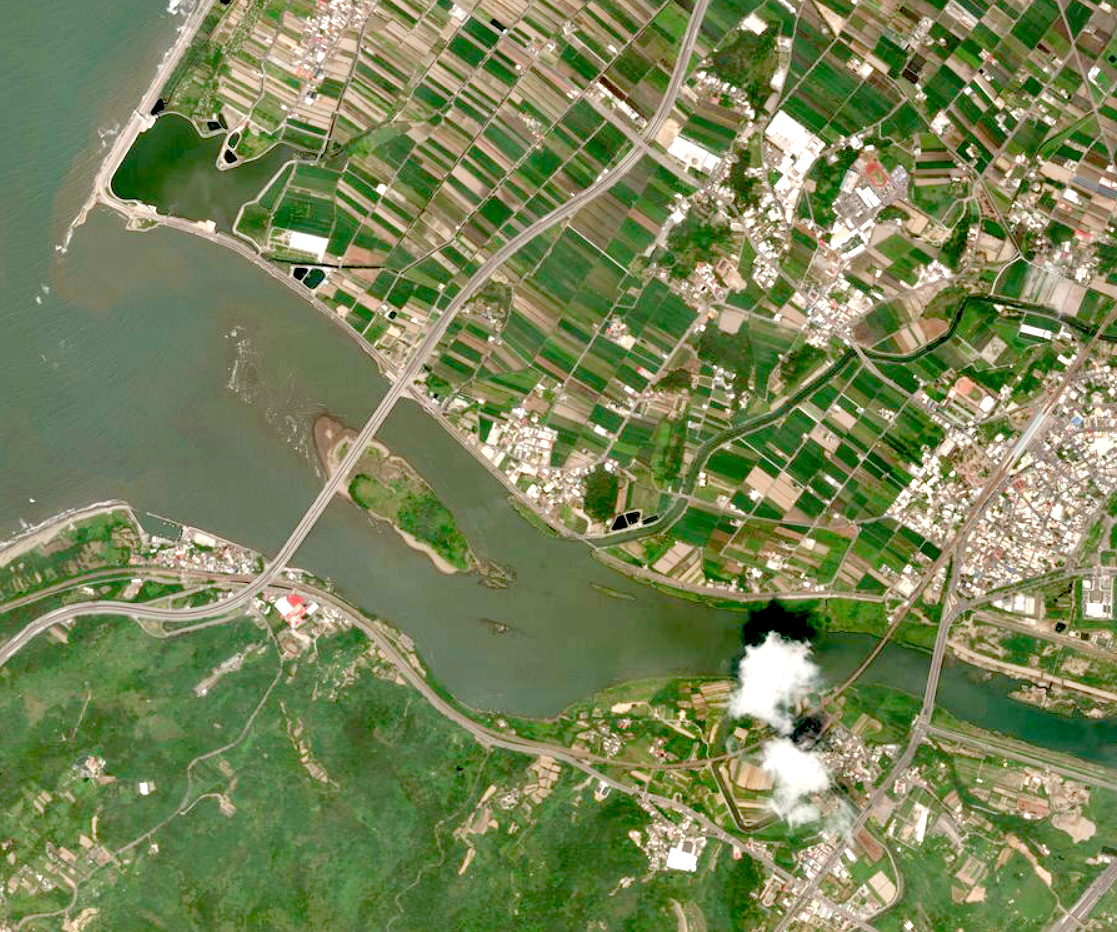
L'embouchure du fleuve Houlong à Houlong.